# Zinedine Zidane
Zinedine Yazid Zidane (pronunciación en francés: /zi.ne.din zi.dan/; Marsella, 23 de junio de 1972) es un exfutbolista y entrenador francés de ascendencia argelina. En su etapa como jugador, se desarrolló en la posición de centrocampista ofensivo, siendo considerado como uno de los mejores de su época y uno de los mejores futbolistas de todos los tiempos. Como entrenador, dirigió al Real Madrid C. F., convirtiéndose en uno de los entrenadores más exitosos del mundo.
Como futbolista, obtuvo el premio «Balón de Oro» en 1998, siendo nombrado en tres ocasiones como «Jugador Mundial de la FIFA» en 1998, 2000 y 2003, y como «mejor futbolista europeo de los últimos 50 años» por la UEFA. El 14 de diciembre de 2020, fue incluido como mediocentro ofensivo en el segundo Dream Team histórico del Balón de Oro.
Debutó como profesional en mayo de 1989 en la A. S. Cannes, con diecisiete años, de donde pasó al F. C. Girondins de Burdeos con sus primeros reconocimientos internacionales, y de ahí hasta ser uno de los jugadores históricos tanto de la Juventus F. C., como del Real Madrid C. F. —donde fue parte del equipo denominado «Madrid de los Galácticos» junto a Luís Figo, Ronaldo Nazário y David Beckham—. Con los madrileños logró finalmente ser campeón de Europa, al anotar el célebre gol de volea en la final de Glasgow de 2002, considerado el mejor gol de la historia del torneo por UEFA, FIFA y France Football.
Fue internacional absoluto con la selección francesa durante cuatro años (1994-2014), y parte del Club de los 100 de la FIFA con un total de 108 encuentros y 31 goles. Con ella se proclamó campeón del mundo en 1998 —siendo autor de dos goles en la final y parte del «once ideal»—, y campeón de Europa en el 2000 —como «jugador del torneo»—, logrando así el «doblete de selecciones». Llegó también a la final del Mundial 2006 ante Italia —donde fue elegido Balón de Oro del torneo— encuentro que fue el último de su carrera profesional.
Después de su retirada se graduó como entrenador y pasó a ser asistente de Carlo Ancelotti en el Real Madrid en la temporada 2013-14, donde tras dirigir a su equipo filial, en el siguiente curso pasó a ser nombrado entrenador del primer equipo en enero de 2016 en sustitución de Rafa Benítez, debutando el día 4. En tres temporadas se proclamó tricampeón de Europa de manera consecutiva (2016, 2017 y 2018) —récord del nuevo formato—, además de vencer un Campeonato de Liga, una Supercopa de España, dos Supercopas de Europa y dos Mundiales de Clubes, período en el que batió varios récords de invencibilidad y fue elegido «Mejor Entrenador del Mundo», la primera personalidad en ser distinguida tanto de jugador, como de entrenador. A los pocos días de la tercera Liga de Campeones, dejó un puesto al que retornó, a petición de Florentino Pérez, en marzo de 2019, para tras un segundo Campeonato de Liga y otra Supercopa, cerrar su etapa en Madrid con un total de once títulos al final del curso 2020-21, el segundo entrenador más laureado de la historia del club tras Miguel Muñoz.

## Trayectoria como deportista

### Inicios y primeros años

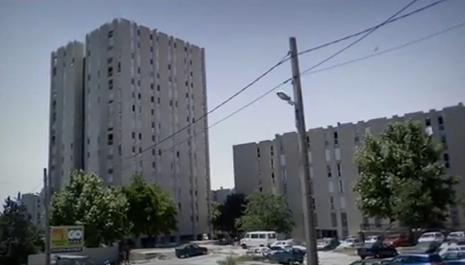
La Castellane, Marsella, lugar donde nació Zidane.

De ascendencia argelina, nació en Marsella el 23 de junio de 1972 como el tercero de cinco hijos que crecieron en La Castellane, barrio al que emigraron sus padres Smaïl y Malika en 1962, tras abandonar Aguemoune por la guerra de independencia en la Argelia francesa y previo paso por París.
Desde su infancia estuvo muy ligado al deporte, tuvo afición por el bádminton y a los seis años empezó a practicar judo: llegó a ser cinturón verde. Pocos años después, acudió al Stade Vélodrome de Marsella, y se volvió admirador del futbolista uruguayo Enzo Francescoli, que en la temporada 1989-90 jugaba en el Olympique de Marsella. De hecho, su primer hijo lleva el nombre de Enzo, en homenaje a él. A los 14 años dejó su casa familiar y se marchó a la A. S. Cannes donde debutó en la Ligue 1 dos años después.Allí vivió en la casa de un directivo del club, Jean Claude Elineau.

### Eclosión en la Juventus
En 1996, Zidane fichó por la Juventus de Turín, por entonces vigente campeona de Europa. La «squadra bianconera» dirigida por Marcello Lippi, contaba en esa época con grandes jugadores como Del Piero, Vieri, Inzaghi, Deschamps, Davids o Bokšić, que permitieron a Zidane desarrollar su talento a una velocidad vertiginosa. En su primera temporada con el club piamontés, logró la Supercopa de Europa, la Copa Intercontinental y el «Scudetto», y fueron subcampeones en Liga de Campeones.
En su segunda temporada, revalidaron el «Scudetto», ganaron la Supercopa de Italia y quedaron de nuevo subcampeones en Liga de Campeones, tras perder en la final de Ámsterdam ante el Real Madrid C. F., que se alzó con su «Séptima» Copa de Europa.
Su tercera temporada con el club trasalpino se saldó sin títulos, con un séptimo puesto en el campeonato y con una nueva decepción en Liga de Campeones, tras caer eliminados en semifinales ante el Manchester United F. C., con el que empataron 1-1 en Old Trafford y perdieron la vuelta en Delle Alpi 2-3, tras ir ganando 2-0 en la primera parte. En sus restantes dos temporadas, ya bajo la dirección de Carlo Ancelotti, no logró ningún título, a excepción de la Intertoto de 1999, y terminaron los campeonatos ligueros de 2000 y 2001 en segundo puesto, ambos resueltos en la última jornada.
Desde la elección de Florentino Pérez como presidente del Real Madrid C. F.  en el año 2000, el presidente del club blanco intentó el fichaje de Zidane. En primera instancia, los dirigentes juventinos se mostraron reacios al interés del club madrileño, mientras que Zidane apostaba por su continuidad en el cuadro italiano. Sin embargo, tras negociaciones de casi un año, el 4 de julio de 2001, los directivos de ambos clubes acordaron el traspaso de Zidane al Real Madrid.

### Icono mundial del Real Madrid

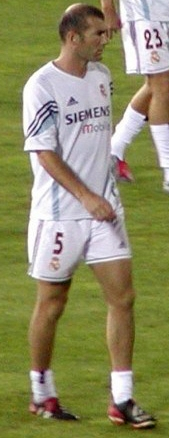
Zidane en un entrenamiento con el Real Madrid en 2003.

El fichaje de Zidane por el Real, comenzó a gestarse en una cena en Montecarlo, en la que coincidieron en la misma mesa Florentino Pérez y el propio Zidane. El presidente del Real Madrid le pasó una servilleta escrita en la que le preguntaba en francés si quería jugar en el Real Madrid. Zidane devolvió la servilleta con un escueto: «Oui». A partir de ahí, se intensificaron las negociaciones por su traspaso, que se cifró finalmente en 77,5 millones de euros, convirtiéndolo en su tiempo en el fichaje más caro de la historia del fútbol.
El 10 de julio de 2001, fue presentado con la camiseta con el número «5» del Real Madrid, que anteriormente había vestido el excapitán Manolo Sanchís. Zidane se convirtió en el segundo de los cuatro fichajes «galácticos» (Figo, Zidane, Ronaldo y Beckham), término acuñado por la prensa para referirse a ese equipo compuesto por las grandes estrellas del fútbol del momento. Durante las cinco temporadas que disputó como madridista, Zidane compartió vestuario con jugadores como Figo, Beckham, Ronaldo, Raúl, Owen, Hierro, Roberto Carlos o Iker Casillas entre otros.
Su palmarés con el Real Madrid, fue de una Liga, dos Supercopas de España, una Liga de Campeones, una Supercopa de Europa y una Copa Intercontinental, alcanzando a nivel individual un «FIFA World Player» y un «UEFA Club Player of the Year».
En su primera temporada con el conjunto madridista, marcada por el centenario del club, disputó 31 encuentros, anotando 7 goles y dando 9 asistencias. En el Campeonato Nacional de Liga, el equipo finalizó tercero por detrás de Valencia C. F. y R. C. Deportivo de La Coruña. En Copa del Rey, terminaron subcampeones tras caer en la final disputada el 6 de marzo en el Bernabéu por 2-1 ante el Deportivo. En Liga de Campeones, el equipo se alzó con la «Novena» Copa de Europa, primera para un Zidane que marcó tres goles en esta competición. El primero fue en la victoria 2-3 ante el Sparta de Praga en fase de grupos, el segundo lo hizo en el partido de ida de semifinales ante el F. C. Barcelona en el Camp Nou, con victoria madridista por 0-2, y el tercero, fue el célebre gol de la final de Glasgow, una volea desde la frontal del área, que ejecutó con la pierna izquierda a pase de Roberto Carlos y que entró por la escuadra izquierda de la portería alemana. Fue nombrado esa temporada, «Jugador del Año de la UEFA».
En su quinta temporada con el conjunto madridista, anunció en una entrevista efectuada el 25 de abril de 2006 para Canal +, su retirada como futbolista al término del Mundial de Alemania. En la multitudinaria rueda de prensa posterior, dejó claro su interés de seguir vinculado al Real Madrid, siendo nombrado asesor de la presidencia tras la vuelta al club el 1 de junio de 2009 de Florentino Pérez, hasta que en 2013 inicia su carrera de entrenador.
El 7 de mayo de 2006, Zidane jugó su último partido en el Estadio Santiago Bernabéu, en partido correspondiente a la jornada 37 del Campeonato Nacional de Liga frente al Villarreal C. F., que acabó 3-3 y en el que Zidane marcó el segundo gol para su equipo. El club preparó varios homenajes para el jugador francés, como un mosaico de cartulinas con la imagen de la camiseta con el número «5» de Zidane y durante ese partido, las camisetas de los jugadores madridistas portaron la leyenda «ZIDANE 2001/2006», bordada bajo el escudo. Al final del partido se intercambió la camiseta con Juan Román Riquelme y fue ovacionado por el madridismo, que abarrotó el estadio para su despedida. Un Zidane visiblemente emocionado y con toda su familia presente en el estadio, se despidió desde el centro del campo de la afición tras la finalización del encuentro, siendo este uno de los momentos más emotivos de su carrera.

## Trayectoria como entrenador

### Real Madrid C. F.
Inició su carrera como técnico el 26 de junio de 2013, al ser nombrado segundo entrenador o asistente de Carlo Ancelotti en la primera plantilla del Real Madrid, durante la temporada 2013-14, en la que el equipo logra en la final de Copa del Rey ante el F
 C. Barcelona su primer título y se alza con la ansiada «Décima» Copa de Europa, tras superar en la prórroga de la final de Lisboa por 4-1 al C. Atlético de Madrid.
El 24 de junio de 2014, pasó a ser nombrado primer entrenador del Real Madrid Castilla C. F., equipo filial del club madridista, en el que permaneció hasta su nombramiento como entrenador del primer equipo en enero de 2016.

#### Primera etapa

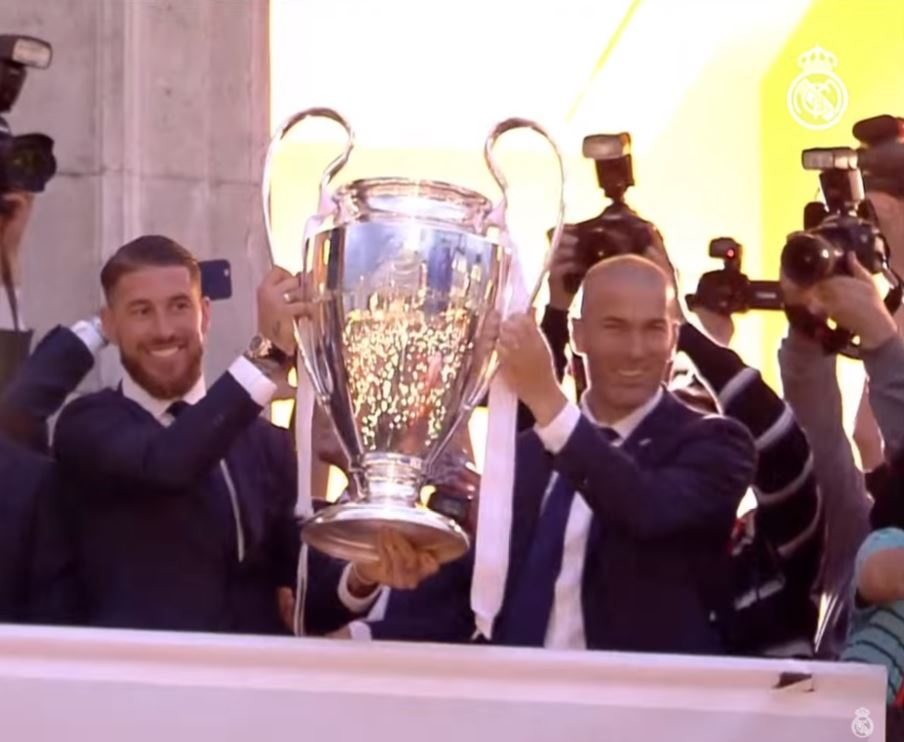
El entrenador y el capitán Sergio Ramos, en los festejos de la Puerta del Sol de Madrid por la «Undécima» Copa de Europa.

El 4 de enero de 2016, es nombrado entrenador del primer equipo del Real Madrid, en sustitución de Rafa Benítez. Debuta en el Estadio Santiago Bernabéu con victoria por 5-0 ante el R. C. Deportivo de La Coruña. Su primera derrota como técnico, llegó en el «Derbi», tras caer 0-1 ante al C. Atlético de Madrid. En su primer «Clásico» como entrenador, se impuso al F. C. Barcelona en el Camp Nou por 1-2, resultado que permitió al conjunto blanco, disputarle el campeonato de liga al Barcelona hasta la última jornada, concluyendo finalmente a un punto de los azulgranas. En Liga de Campeones, el equipo logró la «Undécima» Copa de Europa tras imponerse al C. Atlético de Madrid en la final de Milán del 28 de mayo, logrando así su primer título como entrenador. Se unió de esta forma, al selecto grupo de campeones de Europa de clubes como jugadores y entrenadores, siendo además el primer francés en conseguirlo.
En su segunda temporada, 2016/17, logró un histórico «doblete», al proclamarse campeón de Liga y campeón de Europa –por segunda vez consecutiva–, que el club no lograba desde el año 1958. Además, se alzó con los títulos de Supercopa de Europa y Mundial de Clubes.
En su tercera temporada, 2017/18, se proclamó campeón de Europa por tercera vez consecutiva, campeón del mundo, supercampeón de España y de Europa, y fue distinguido a nivel individual por la FIFA, como «Mejor Entrenador Mundial». Al término de dicha temporada, el 31 de mayo, anunció en conferencia de prensa su decisión de no continuar en el cargo.

#### Segunda etapa
Tras 284 días de su marcha del club, el 11 de marzo de 2019 se oficializa su vuelta al Real Madrid, con un contrato hasta junio de 2022. Su segundo entrenador fue David Bettoni. Con Zidane de vuelta en el banquillo, el Real Madrid se llevó la Supercopa de España 2020 ante el Atlético de Madrid en los penaltis, como ya ocurriera en la final de la Champions League 2016. El 16 de julio de 2020 ganó su segunda Liga al mando del equipo blanco
El técnico, exfutbolista y comentarista Jorge Valdano dijo de "Zizou" en su segunda etapa como entrenador del Real Madrid:

“En su arriesgado regreso al club, se encontró una plantilla con otra relación de fuerzas y, después de una difícil travesía, comprometió al equipo para un reparto más democrático del gol (21 jugadores marcaron en esta triunfal Liga) y para defender la propia portería como un solo hombre (solo 23 goles en contra). Llegados a este punto, es hora de reconocer que Zidane es el mejor entrenador posible para cualquier Real Madrid.”
Jorge Valdano en El País, 17 de julio 2020.

El 27 de mayo de 2021 se hace oficial que no continuará en el banquillo del Real Madrid, a pesar de tener un año más de contrato.

## Selección nacional
Fue internacional con la selección francesa absoluta en 108 ocasiones y anotó 31 goles, lo que le convierte en el cuarto futbolista con mayor cantidad de internacionalidades y goles con «Les Bleus».
Su debut con la selección francesa absoluta, fue el 17 de agosto de 1994, en un encuentro amistoso ante Chequia que finalizó con marcador de 2-2, y en el que Zidane entró en el 63' en reemplazo de Corentin Martins y marcó los dos tantos que permitieron que Francia empatara el partido. Luego del encuentro, Zidane declaró: 

«Le dedico mis dos goles a mi familia y a mi mujer, que está embarazada. Esto es hermoso, nunca había marcado dos tantos en un encuentro, ni siquiera en categorías inferiores, esto es hermoso».

Tras disputar varios encuentros durante 1995, fue convocado nuevamente a la selección para disputar la Eurocopa 1996, la primera fase final que disputó con su selección, donde le fue asignado el dorsal número «10». En dicha competencia, disputó los cinco encuentros disputados por Francia, que llegó a semifinales, donde son eliminados en penaltis por la República Checa.
Fue convocado por el seleccionador Aimé Jacquet, para disputar la Copa Mundial de Fútbol de 1998, que Francia disputaba como anfitriona. Esta fue la primera participación mundialista de Zidane. En el partido preparatorio para la Copa del Mundo, de inauguración del Stade de France, disputado el 28 de enero de 1998 entre las selecciones de Francia y España, Zidane anotó el primer gol de la historia del estadio.
Francia integró el grupo C junto con las selecciones de Dinamarca, Sudáfrica y Arabia Saudí. En el primer encuentro, disputado el 12 de junio en el Stade Vélodrome de Marsella, vencieron por 3-0 a los africanos. Francia gana su segundo partido contra Arabia Saudí (4-0), pero Zidane es expulsado con roja directa. Fue suspendido por dos partidos, por lo que no pudo jugar el tercer encuentro de la primera fase contra Dinamarca y los octavos de final contra Paraguay. Francia se impuso 2-1 a Dinamarca, quedando así primeros en el grupo y tras superar en octavos a Paraguay en la prórroga 1-0, Zidane regresó en cuartos de final ante Italia, pasando en tanda de penaltis a semifinales tras empatar 0-0 ante Italia. En dicha ronda derrotaron 2-1 a Croacia.
En la final disputada en el Stade de France, Francia se impuso por 3-0 a Brasil y Zidane marcó dos goles de cabeza en el primer tiempo, en sendos saques de esquina lanzados respectivamente por Emmanuel Petit y Youri Djorkaeff. Tras el triunfo, que significó el primer campeonato mundial para los franceses, el rostro de Zinedine fue proyectado en el Arco de Triunfo, que ese año fue distinguido con los dos máximos galardones individuales, el Balón de Oro y el FIFA World Player.
Ya con Roger Lemerre en la conducción técnica, los franceses llegaban como máximos candidatos a ganar la Eurocopa 2000 disputada en Bélgica y los Países Bajos. Tras quedar segundos en su grupo —por detrás de los Países Bajos—, derrotaron por 2-1 a España en cuartos, a Portugal en semifinales y a Italia con gol de oro en la prórroga de la final, coronando a Francia como campeona de Europa y logrando el «doblete de selecciones». Zidane, que tuvo un gran rendimiento, disputó todos los encuentros y marcó dos goles. Luego del triunfo, el diario español El País escribió: «El nombre de Zinedine Zidane ya es más famoso que el anagrama de Nike». Un año después, se celebró la Copa Confederaciones, torneo en el que Zidane no participó.

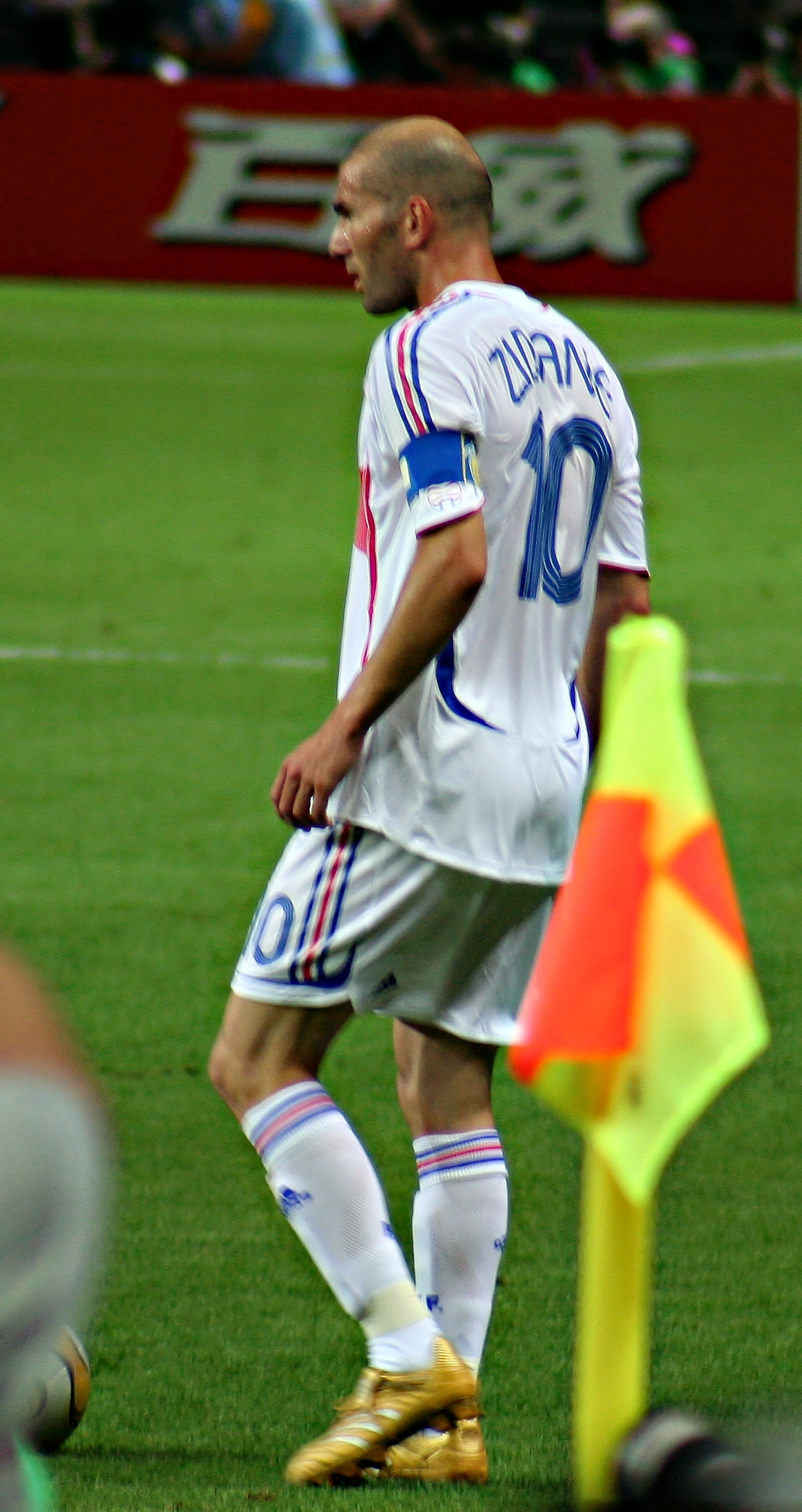
Zidane disputando un partido durante la Copa Mundial de Fútbol 2006.

Francia, que defendía título, era uno de los máximos candidatos a ganar la Copa Mundial de Fútbol de 2002, al presentarse como vigente campeona mundial y europea. Zidane no pudo comenzar disputando los dos primeros partidos del torneo frente a Senegal y a Uruguay, debido a una lesión de cuádriceps en su pierna izquierda, que sufrió en un partido previo a la competición contra Corea del Sur. Tras perder sorpresivamente ante Senegal y empatar 0-0 con Uruguay, regresó en el partido decisivo contra Dinamarca, pero no pudo clasificar a Francia a los octavos de final, al caer derrotados por 2-0. Por primera vez en la historia de los Mundiales, el campeón era incapaz de marcar un solo gol durante el torneo, a pesar de contar con los máximos anotadores de las ligas italiana, francesa e inglesa: David Trezeguet, Djibril Cissé y Thierry Henry. Al año siguiente, sin Zidane en la nómina, Francia se coronó campeona de la Copa FIFA Confederaciones 2003, en condición de local.
Fue nuevamente convocado para las eliminatorias de la Eurocopa 2004, anotando tres goles en siete encuentros. En la Eurocopa 2004, disputó de titular los tres encuentros de la primera fase anotando tres goles, donde destacó en el primer partido del campeonato ante Inglaterra, marcando dos goles en los últimos minutos de partido (una falta directa y un penalti). Finalmente, su selección fue apeada en cuartos de final ante Grecia, que a la postre terminaría ganando el torneo. Tras la eliminación, Zidane anunció su retiro de la selección.

«Este es un aviso importante porque es para anunciar el fin de mi carrera internacional con el equipo francés. Reflexioné esta decisión cuidadosamente. Creo que en un momento dado, uno tiene que darse un alto».

Sin embargo un año después, el 3 de agosto de 2005, el jugador comunicó su deseo de volver a jugar con su selección para poder disputar su última Copa del Mundo en 2006. Tras este anuncio, el seleccionador Raymond Domenech, le otorga a Zidane la capitanía que anteriormente estaba en posesión de Patrick Vieira. Su partido de regreso y en el que estrenaba capitanía, se llevó a cabo el 17 de agosto en Montpellier, en un partido amistoso ante Costa de Marfil que terminó 3-0 y en el que Zidane anotó un gol. Francia terminaría clasificando como primera de grupo para el Mundial de 2006.
La Copa Mundial de Fútbol de 2006 fue su última participación como futbolista, en la cual llegó con la edad de treinta y cuatro años, alcanzando la final de dicha competición a pesar de que su selección no contaba como favorita para conseguir la clasificación a dicha instancia.
Francia tuvo una regular primera fase, empatando 0-0 ante Suiza y 1-1 frente a Corea del Sur. En ambos partidos fue amonestado, por lo que no pudo estar presente ante Togo (2-0), en coincidencia con su cumpleaños. Ya en octavos de final, mejoró su rendimiento, en las victorias 3-1 ante España, en donde además anotó un gol, 1-0 a Brasil, en donde dio una asistencia, y 1-0 a Portugal, a quienes les marcó un gol de penalti que sirvió para llevar a los franceses a la final.
En la final frente a Italia, marcó un gol de penalti a los siete minutos, poniendo a Francia por delante. Sin embargo, doce minutos después Italia consiguió el empate por medio de Marco Materazzi para mantenerse así durante todo el juego. Durante la prórroga, a los 5 minutos del segundo tiempo suplementario, tras unos improperios con Materazzi, Zidane le propinó un cabezazo en el pecho al jugador italiano, lo que le valió su expulsión por parte del árbitro argentino Horacio Elizondo, que no había visto lo sucedido en el momento, pero decretó su expulsión luego de haber sido informado por el cuarto árbitro. Esta acción se convirtió en una de las más recordadas en la historia del fútbol. La prórroga continuó con empate a uno, dirimiéndose el campeón en una tanda de penaltis, en la que Francia salió derrotada. Al acabar la final, se anunció el nombramiento de Zidane como Balón de Oro del campeonato, sin embargo, tras ser expulsado, no volvió al terreno para recoger su reconocimiento ni su medalla de subcampeón.

## Estadísticas

### Clubes
Datos actualizados a fin de carrera deportiva.
| Club                                | Temporada     | Div.          | Liga  | Liga  | Liga   | Copas | Copas | Copas  | Internacional | Internacional | Internacional | Total | Total | Total  | Media goleadora |
| Club                                | Temporada     | Div.          | Part. | Goles | Asist. | Part. | Goles | Asist. | Part.         | Goles         | Asist.        | Part. | Goles | Asist. | Media goleadora |
| ----------------------------------- | ------------- | ------------- | ----- | ----- | ------ | ----- | ----- | ------ | ------------- | ------------- | ------------- | ----- | ----- | ------ | --------------- |
| A. S. Cannes Francia                | 1988-89       | 1.ª           | 2     | —     | —      | —     | —     | —      | —             | —             | —             | 2     | 0     | 0      | 0               |
| A. S. Cannes Francia                | 1990-91       | 1.ª           | 28    | 1     | 5      | 3     | —     | 1      | —             | —             | —             | 31    | 1     | 6      | 0.03            |
| A. S. Cannes Francia                | 1991-92       | 1.ª           | 31    | 5     | 8      | 3     | —     | 2      | 3             | —             | —             | 37    | 5     | 10     | 0.13            |
| A. S. Cannes Francia                | Total club    | Total club    | 61    | 6     | 13     | 6     | 0     | 3      | 3             | 0             | 0             | 70    | 6     | 16     | 0.08            |
| F. C. Girondins de Bordeaux Francia | 1992-93       | 1.ª           | 35    | 10    | 2      | 5     | 1     | —      | —             | —             | —             | 40    | 11    | 2      | 0.28            |
| F. C. Girondins de Bordeaux Francia | 1993-94       | 1.ª           | 34    | 6     | 5      | 3     | —     | 1      | 6             | 2             | 1             | 43    | 8     | 7      | 0.19            |
| F. C. Girondins de Bordeaux Francia | 1994-95       | 1.ª           | 37    | 6     | 8      | 4     | 1     | 1      | 4             | 1             | —             | 45    | 8     | 9      | 0.18            |
| F. C. Girondins de Bordeaux Francia | 1995-96       | 1.ª           | 33    | 6     | 10     | 3     | —     | 3      | 15            | 6             | 5             | 51    | 12    | 18     | 0.24            |
| F. C. Girondins de Bordeaux Francia | Total club    | Total club    | 139   | 28    | 25     | 15    | 2     | 5      | 25            | 9             | 6             | 179   | 39    | 36     | 0.22            |
| Juventus F. C. · Italia             | 1996-97       | 1.ª           | 29    | 5     | 2      | 2     | —     | —      | 13            | 2             | 8             | 44    | 7     | 10     | 0.16            |
| Juventus F. C. · Italia             | 1997-98       | 1.ª           | 32    | 7     | 5      | 5     | 1     | 1      | 11            | 3             | 9             | 48    | 11    | 15     | 0.23            |
| Juventus F. C. · Italia             | 1998-99       | 1.ª           | 25    | 2     | 3      | 5     | —     | —      | 10            | —             | 7             | 40    | 2     | 10     | 0.05            |
| Juventus F. C. · Italia             | 1999-00       | 1.ª           | 32    | 4     | 3      | 3     | 1     | 1      | 6             | —             | 1             | 41    | 5     | 5      | 0.12            |
| Juventus F. C. · Italia             | 2000-01       | 1.ª           | 33    | 6     | 14     | 2     | —     | —      | 4             | —             | 2             | 39    | 6     | 16     | 0.15            |
| Juventus F. C. · Italia             | Total club    | Total club    | 151   | 24    | 27     | 17    | 2     | 2      | 44            | 5             | 27            | 212   | 31    | 56     | 0.15            |
| Real Madrid C. F. · España          | 2001-02       | 1.ª           | 31    | 7     | 9      | 9     | 2     | 3      | 9             | 3             | 2             | 49    | 12    | 14     | 0.24            |
| Real Madrid C. F. · España          | 2002-03       | 1.ª           | 33    | 9     | 13     | 1     | —     | —      | 16            | 3             | 7             | 50    | 12    | 20     | 0.24            |
| Real Madrid C. F. · España          | 2003-04       | 1.ª           | 33    | 6     | 12     | 7     | 1     | —      | 10            | 3             | 2             | 50    | 10    | 14     | 0.20            |
| Real Madrid C. F. · España          | 2004-05       | 1.ª           | 29    | 6     | 7      | 1     | —     | —      | 10            | —             | 2             | 40    | 6     | 9      | 0.15            |
| Real Madrid C. F. · España          | 2005-06       | 1.ª           | 29    | 9     | 10     | 5     | —     | 1      | 4             | —             | —             | 38    | 9     | 11     | 0.24            |
| Real Madrid C. F. · España          | Total club    | Total club    | 155   | 37    | 51     | 23    | 3     | 4      | 49            | 9             | 13            | 227   | 49    | 68     | 0.22            |
| Total carrera                       | Total carrera | Total carrera | 506   | 95    | 116    | 61    | 7     | 14     | 121           | 23            | 46            | 688   | 125   | 186    | 0.18            |
|                                     |               |               |       |       |        |       |       |        |               |               |               |       |       |        |                 |

### Selecciones
Actualizado a fin de carrera deportiva.
| Selección     | Año           | Amistosos | Amistosos | Amistosos | Continental | Continental | Continental | Mundial | Mundial | Mundial | Total | Total | Total  | Media goleadora |
| Selección     | Año           | Part.     | Goles     | Asist.    | Part.       | Goles       | Asist.      | Part.   | Goles   | Asist.  | Part. | Goles | Asist. | Media goleadora |
| ------------- | ------------- | --------- | --------- | --------- | ----------- | ----------- | ----------- | ------- | ------- | ------- | ----- | ----- | ------ | --------------- |
| Francia       | 1994          | 1         | 2         | 0         | 1           | 0           | 0           | —       | —       | —       | 2     | 2     | 0      | 1               |
| Francia       | 1995          | 1         | 0         | 0         | 5           | 2           | 4           | —       | —       | —       | 6     | 2     | 4      | 0,33            |
| Francia       | 1996          | 7         | 1         | 4         | 5           | 0           | 0           | —       | —       | —       | 12    | 1     | 4      | 0,08            |
| Francia       | 1997          | 8         | 1         | 0         | —           | —           | —           | —       | —       | —       | 8     | 1     | 0      | 0,13            |
| Francia       | 1998          | 7         | 3         | 2         | 3           | 0           | 1           | 5       | 2       | 1       | 15    | 5     | 4      | 0,33            |
| Francia       | 1999          | 3         | 0         | 2         | 3           | 1           | 0           | —       | —       | —       | 6     | 1     | 2      | 0,17            |
| Francia       | 2000          | 8         | 2         | 6         | 5           | 2           | 1           | —       | —       | —       | 13    | 4     | 7      | 0,31            |
| Francia       | 2001          | 8         | 2         | 0         | —           | —           | —           | —       | —       | —       | 8     | 2     | 0      | 0,25            |
| Francia       | 2002          | 5         | 1         | 1         | 3           | 0           | 1           | 1       | 0       | 0       | 9     | 1     | 2      | 0,11            |
| Francia       | 2003          | 3         | 0         | 2         | 4           | 3           | 1           | —       | —       | —       | 7     | 3     | 3      | 0,43            |
| Francia       | 2004          | 3         | 1         | 1         | 4           | 3           | 1           | —       | —       | —       | 7     | 4     | 2      | 0,57            |
| Francia       | 2005          | 1         | 1         | 0         | 4           | 1           | 1           | —       | —       | —       | 5     | 2     | 1      | 0,40            |
| Francia       | 2006          | 4         | 0         | 0         | —           | —           | —           | 6       | 3       | 1       | 10    | 3     | 1      | 0,30            |
| Francia       | Total         | 59        | 14        | 18        | 37          | 12          | 10          | 12      | 5       | 2       | 108   | 31    | 30     | 0,29            |
| Total carrera | Total carrera | 63        | 15        | 19        | 64          | 15          | 21          | 12      | 5       | 2       | 139   | 35    | 42     | 0,25            |
|               |               |           |           |           |             |             |             |         |         |         |       |       |        |                 |

### Entrenador
Datos actualizados al último partido dirigido el 22 de mayo de 2021.
| Real Madrid Castilla C. F. · España | 2014-15       | 2.ª B         | 38  | 16  | 10 | 12 | -  | 59  | 40  | +19  | 50.88% |
| Real Madrid Castilla C. F. · España | 2015-16       | 2.ª B         | 19  | 10  | 7  | 2  | 1  | 29  | 18  | +11  | 64.91% |
| Real Madrid Castilla C. F. · España | Total club    | Total club    | 57  | 26  | 17 | 14 | 1  | 88  | 58  | +30  | 55.55% |
| Real Madrid C. F. · España          | 2015-16       | 1.ª           | 27  | 21  | 4  | 2  | 1  | 72  | 19  | +53  | 82.72% |
| Real Madrid C. F. · España          | 2016-17       | 1.ª           | 60  | 44  | 11 | 5  | 4  | 173 | 72  | +101 | 79.44% |
| Real Madrid C. F. · España          | 2017-18       | 1.ª           | 62  | 39  | 14 | 9  | 4  | 148 | 69  | +79  | 70.43% |
| Real Madrid C. F. · España          | 2018-19       | 1.ª           | 11  | 5   | 2  | 4  | -  | 16  | 14  | +2   | 51.51% |
| Real Madrid C. F. · España          | 2019-20       | 1.ª           | 51  | 32  | 12 | 7  | 2  | 99  | 43  | +56  | 70.59% |
| Real Madrid C. F. · España          | 2020-21       | 1.ª           | 52  | 31  | 12 | 9  | -  | 88  | 46  | +42  | 67.31% |
| Real Madrid C. F. · España          | Total club    | Total club    | 263 | 172 | 55 | 36 | 11 | 596 | 263 | +333 | 72.37% |
| Total carrera                       | Total carrera | Total carrera | 320 | 198 | 72 | 50 | 12 | 684 | 321 | +363 | 70%    |
| 1.                                  |               |               |     |     |    |    |    |     |     |      |        |

## Palmarés

### Como jugador

#### Títulos nacionales
| Título             | Club              | Año  |
| ------------------ | ----------------- | ---- |
| Campeonato de Liga | Juventus F. C.    | 1997 |
| Supercopa          | Juventus F. C.    | 1997 |
| Campeonato de Liga | Juventus F. C.    | 1998 |
| Supercopa          | Real Madrid C. F. | 2001 |
| Campeonato de Liga | Real Madrid C. F. | 2003 |
| Supercopa          | Real Madrid C. F. | 2003 |

#### Títulos internacionales
(*) Incluyendo la Selección
| Título                | Equipo *                   | Año  |
| --------------------- | -------------------------- | ---- |
| Copa Intertoto        | F. C. Girondins de Burdeos | 1995 |
| Supercopa de Europa   | Juventus F. C.             | 1996 |
| Copa Intercontinental | Juventus F. C.             | 1996 |
| Copa del Mundo        | Francia                    | 1998 |
| Copa Intertoto        | Juventus F. C.             | 1999 |
| Eurocopa              | Francia                    | 2000 |
| Liga de Campeones     | Real Madrid C. F.          | 2002 |
| Supercopa de Europa   | Real Madrid C. F.          | 2002 |
| Copa Intercontinental | Real Madrid C. F.          | 2002 |

### Como entrenador

#### Títulos nacionales
| Título             | Club              | Año  |
| ------------------ | ----------------- | ---- |
| Campeonato de Liga | Real Madrid C. F. | 2017 |
| Supercopa          | Real Madrid C. F. | 2017 |
| Supercopa          | Real Madrid C. F. | 2020 |
| Campeonato de Liga | Real Madrid C. F. | 2020 |

#### Títulos internacionales
| Título              | Club              | Año  |
| ------------------- | ----------------- | ---- |
| Liga de Campeones   | Real Madrid C. F. | 2016 |
| Supercopa de Europa | Real Madrid C. F. | 2016 |
| Mundial de Clubes   | Real Madrid C. F. | 2016 |
| Liga de Campeones   | Real Madrid C. F. | 2017 |
| Supercopa de Europa | Real Madrid C. F. | 2017 |
| Mundial de Clubes   | Real Madrid C. F. | 2017 |
| Liga de Campeones   | Real Madrid C. F. | 2018 |

### Distinciones individuales
| Distinción                                                                 | Año                    |
| -------------------------------------------------------------------------- | ---------------------- |
| Mejor jugador del año FIFA (FIFA World Player)                             | 1998, 2000, 2003       |
| Segundo Mejor jugador del año FIFA (FIFA World Player)                     | 2006                   |
| Tercer Mejor jugador del año FIFA (FIFA World Player)                      | 1997, 2002             |
| Balón de Oro                                                               | 1998                   |
| Balón de Plata                                                             | 2000                   |
| Balón de Bronce                                                            | 1997                   |
| Once de Oro                                                                | 1998, 2000, 2001       |
| Once de Plata                                                              | 1997, 2002, 2003       |
| Once de Bronce                                                             | 1999                   |
| Mejor Jugador Joven del Año por la UNFP                                    | 1994                   |
| Jugador del Año en la Ligue 1                                              | 1996                   |
| Futbolista Extranjero del Año en la Serie A                                | 1997, 2001             |
| Jugador francés del año                                                    | 1998, 2002             |
| Equipo ideal de la Copa del Mundo                                          | 1998, 2006             |
| Centrocampista del Año de la UEFA                                          | 1998                   |
| Premio World Soccer al mejor jugador del mundo                             | 1998                   |
| Premio Rey de Europa, otorgado por el diario uruguayo El País              | 1998, 2001, 2002, 2003 |
| Premio RSS al mejor futbolista del año                                     | 1998                   |
| Campeón de Campeones por L'Équipe                                          | 1998, 2006             |
| ESM Team of the Year                                                       | 1998, 2002, 2003, 2004 |
| Elegido entre los 100 jugadores del siglo XX por la revista World Soccer   | 1999                   |
| Equipo del Torneo de la Eurocopa                                           | 2000, 2004             |
| Mejor Jugador de la Eurocopa                                               | 2000                   |
| Máximo asistente de la Serie A                                             | 2001                   |
| Futbolista del Año en la Serie A                                           | 2001                   |
| Incluido en el Equipo del año UEFA                                         | 2001, 2002, 2003       |
| Premio Don Balón                                                           | 2002                   |
| Mejor futbolista extranjero de La Liga                                     | 2002                   |
| Jugador del Año de la UEFA                                                 | 2002                   |
| Incluido en el Dream Team de la historia de los mundiales por la FIFA      | 2002                   |
| Premio Gredos del Deporte                                                  | 2003                   |
| Máximo asistente de La Liga                                                | 2004                   |
| Votado el mejor jugador europeo de los últimos 50 años según la UEFA       | 2004                   |
| Elegido como uno de los mejores jugadores vivos de la historia (FIFA 100)  | 2004                   |
| Incluido en el Once Ideal de la FIFA/FIFPro World XI                       | 2005, 2006             |
| Mejor constructor de juego del mundo según la IFFHS                        | 2006                   |
| Mejor Jugador de la Copa Mundial                                           | 2006                   |
| Trofeo de honor UNFP                                                       | 2007                   |
| Elegido como uno de los 5 mejores futbolistas de la historia según la AFS  | 2007                   |
| Marca Leyenda                                                              | 2008                   |
| Premio Golden Foot "Leyenda del Fútbol"                                    | 2008                   |
| Incluido en el once ideal de la década por el diario inglés The Sun        | 2009                   |
| Incluido en el once ideal de la década por Goal                            | 2009                   |
| Incluido en el once ideal de la década por Sports Illustrated              | 2009                   |
| Mejor jugador de la década según Sports Illustrated                        | 2009                   |
| Incluido en el once ideal de la década por ESPN                            | 2009                   |
| Mejor jugador de la década según ESPN                                      | 2009                   |
| Mejor jugador de la década según Fox Sports                                | 2009                   |
| Mejor jugador de la década según Marca                                     | 2010                   |
| Incluido en el mejor once de la década por la revista española Don Balón   | 2010                   |
| Mejor jugador de la década según Don Balón                                 | 2010                   |
| Incluido en el equipo de la década de la UEFA                              | 2010                   |
| Équipe type spéciale 20 ans des trophées UNFP                              | 2011                   |
| Premio Laureus a la Mejor trayectoria deportiva                            | 2011                   |
| Mejor jugador de la historia de la Liga de Campeones según la UEFA         | 2011                   |
| Miembro del Salón de la Fama del Fútbol                                    | 2011                   |
| Incluido en el mejor once de la historia según la revista World Soccer     | 2013                   |
| Goal Hall of Fame                                                          | 2014                   |
| Mejor futbolista de la historia de la Ligue 1                              | 2014                   |
| Mejor jugador francés de la historia                                       | 2016                   |
| Incluido en el Dream Team de la historia de las Eurocopas por la UEFA      | 2016                   |
| Elegido como uno de los 48 mejores jugadores de la historia por la IFFHS   | 2016                   |
| Elegido entre los 10 futbolistas de la historia por la revista FourFourTwo | 2017                   |
| Incluido en el mejor once de la historia de la Juventus                    | 2017                   |
| Mejor jugador francés de la historia según L'Équipe                        | 2018                   |
| Once histórico de plata del Balón de Oro                                   | 2020                   |
| Once histórico de plata de la IFFHS                                        | 2021                   |
| Incluido en el Dream Team europeo de la IFFHS                              | 2021                   |
| Elegido el quinto mejor jugador de la historia por la revista FourFourTwo  | 2022                   |
| Salón de la Fama del fútbol italiano                                       | 2022                   |

| Distinción                                                                | Año              |
| ------------------------------------------------------------------------- | ---------------- |
| Mejor entrenador del mundo según la FIFA                                  | 2017             |
| Segundo mejor entrenador del mundo según la FIFA                          | 2016, 2018       |
| Técnico del equipo revelación de la Liga española según la UEFA           | 2016             |
| Técnico del equipo revelación de la Liga de Campeones de la UEFA          | 2016             |
| Mejor entrenador del año según la IFFHS                                   | 2017             |
| Segundo mejor entrenador del año según la IFFHS                           | 2016             |
| Entrenador francés del año                                                | 2016, 2017       |
| Mejor entrenador del año para Le Buteur                                   | 2017             |
| Mejor entrenador de la Liga española según la UEFA                        | 2017, 2020       |
| Entrenador ideal de la Liga de Campeones de la UEFA según France Football | 2017             |
| Premio Once de Oro – Mejor entrenador de Europa                           | 2017, 2018, 2021 |
| Segundo mejor entrenador del año según FourFourTwo                        | 2017, 2018       |
| Mejor entrenador del mundo según ESPN                                     | 2017             |
| Mejor entrenador francés del año según RMC                                | 2017             |
| Premio IFFHS – Mejor entrenador de club del mundo                         | 2017, 2018       |
| Equipo del Año de la IFFHS                                                | 2017             |
| Premio World Soccer – Mejor entrenador del mundo                          | 2017             |
| Premio Globe Soccer – Entrenador del año                                  | 2017             |
| 22.º mejor entrenador de la historia según France Football                | 2019             |
| 34.º mejor entrenador de la historia según Sports Illustrated             | 2019             |
| Trofeo Miguel Muñoz                                                       | 2020             |
| Mejor entrenador del mundo según L'Équipe                                 | 2020             |
| 36.º mejor entrenador de la historia según FourFourTwo                    | 2020             |

### Condecoraciones
| Distinción                            | Año  |
| ------------------------------------- | ---- |
| Caballero de la Legión de Honor       | 1998 |
| Athir de la Orden del Mérito Nacional | 2006 |
| Oficial de la Legión de Honor         | 2009 |

## Vida privada
Zidane nació el 23 de junio de 1972 en La Castellane, Marsella, en el sur de Francia. De ascendencia argelina, sus padres, Smaïl y Malika, emigraron a París desde el pueblo Aguemoune en la región de habla Berber de Cabilia en el norte de Argelia en 1953, antes del comienzo de la guerra argelina.
En 1994, se casó con Véronique Lentisco-Fernandez, una bailarina profesional francesa de origen español, con la que tiene cuatro hijos: Enzo (24 de marzo de 1995), Luca (13 de mayo de 1998), Théo (18 de mayo de 2002) y Élyaz (26 de diciembre de 2005), jugadores de las categorías inferiores del Real Madrid.

## Filmografía
| Año  | Título                           | Rol       | Notas      |
| ---- | -------------------------------- | --------- | ---------- |
| 2002 | Zinédine Zidane, como un sueño   | Él mismo  | Documental |
| 2006 | Zidane: Un retrato del siglo XXI | Él mismo  | Documental |
| 2008 | Astérix en los Juegos Olímpicos  | Numerodis |            |
| 2014 | Zinedine Zidane: Nueva vida      | Él mismo  | Documental |